# Erica (publication)
Pour les articles homonymes, voir Erica (homonymie).
Erica est le nom du Bulletin de botanique armoricaine, revue de botanique consacrée à la flore du Massif armoricain et éditée par le Conservatoire botanique national de Brest.
Son nom est l'acronyme d'Échos du réseau pour l'inventaire et la cartographie armoricaine et l'homonyme du genre végétal Erica.
La publication de cette revue démarra en 1992, principalement comme outil de communication pour les participants bénévoles au projet d'« Atlas de la flore vasculaire du Massif armoricain ».
La revue présente les comptes rendus des excursions botaniques organisées par le Conservatoire botanique de Brest, le bilan annuel des découvertes ou redécouvertes de plantes menacées de Bretagne et des régions alentour, ainsi que des articles scientifiques sur la botanique, la phytosociologie, sur la liste rouge armoricaine et les actions de protection de la flore, ou encore sur le suivi des plantes envahissantes. Certains numéros proposent aussi des clefs de détermination pour certaines familles ou genres de plantes de la région.
Le rythme de publication est variable mais au moins annuel. 22 numéros sont parus entre 1992 et 2009.